# Nekmaria
Nekmaria è un comune dell'Algeria, situato nella provincia di Mostaganem.